# IC 3565
IC 3565 ist eine elliptische Galaxie vom Hubble-Typ E im Sternbild Haar der Berenike am Nordsternhimmel, die schätzungsweise 329 Millionen Lichtjahre von der Milchstraße entfernt ist.
Sie wurde am 23. März 1903 vom deutschen Astronomen Max Wolf entdeckt.